# 2008年北京オリンピックの卓球競技
2008年北京オリンピックの卓球競技（2008ねんペキンオリンピックのたっきゅうきょうぎ）は、北京大学体育館で2008年8月14日から8月23日までの競技日程で実施された。

## 概要
前回大会まで実施されていた男女ダブルスに代わり、男女団体が行われた。男女団体は3人が1組となりダブルスとシングルスで争われた。

## 実施種目・決勝戦日程
- 男子シングルス -（8月23日決勝）
- 男子　団　体　 -（8月18日決勝）
- 女子シングルス -（8月22日決勝）
- 女子　団　体　 -（8月17日決勝）

## 競技結果
| 階級           | 金                          | 銀                                                                        | 銅                              |
| -------------- | --------------------------- | ------------------------------------------------------------------------- | ------------------------------- |
| 男子シングルス | 馬琳 中国 (CHN)             | 王皓 中国 (CHN)                                                           | 王励勤 中国 (CHN)               |
| 女子シングルス | 張怡寧 中国 (CHN)           | 王楠 中国 (CHN)                                                           | 郭躍 中国 (CHN)                 |
| 男子団体       | 中国 (CHN) 馬琳 王皓 王励勤 | ドイツ (GER) ティモ・ボル ドミトリー・オフチャロフ クリスティアン・ズース | 韓国 (KOR) 呉尚垠 柳承敏 尹在栄 |
| 女子団体       | 中国 (CHN) 郭躍 王楠 張怡寧 | シンガポール (SIN) 馮天薇 リ・ジャウェイ 王越古                           | 韓国 (KOR) 唐汭序 金暻娥 朴美英 |

## 国・地域別のメダル獲得数
| 順   | 国・地域           | 金 | 銀 | 銅 | 計 |
| ---- | ------------------ | -- | -- | -- | -- |
| 1    | 中国 (CHN)         | 4  | 2  | 2  | 8  |
| 2    | ドイツ (GER)       | 0  | 1  | 0  | 1  |
| 2    | シンガポール (SIN) | 0  | 1  | 0  | 1  |
| 4    | 韓国 (KOR)         | 0  | 0  | 2  | 2  |
| 合計 | 合計               | 4  | 4  | 4  | 12 |

## その他
2007年12月18日から19日に北京オリンピック団体戦の予行イベントとして2007グッドラック北京国際大会が開催された。形式は3名による4シングルス1ダブルスの試合方式。男子はトーナメント戦、女子はリーグ方式がとられた。
男子は中国、韓国、香港、ヨーロッパ選抜(サムソノフ、アポロニア、ガシナ)が出場。女子は中国、香港、シンガポール、ヨーロッパ選抜(ボロシュ、ウー・ジャデュオ、バーデル)が出場。
男子は中国が優勝(馬龍、陳玘、郝帥)、2位韓国。
女子は中国が優勝、2位香港だった。
なお、男子は2日後のITTFトーナメントオブチャンピオンズを優先し主力を派遣しなかった。